# Karim Saddam
Karim Saddam Menshid (arabe : كريم صدام) (né le 26 mai 1960 en Irak) est un footballeur international irakien, qui évoluait au poste d'attaquant.

## Biographie

### Carrière en sélection
Avec l'équipe d'Irak, il joue 20 matchs (pour 6 buts inscrits) entre 1982 et 1986. 
Il figure dans le groupe des sélectionnés lors de la coupe du monde de 1986. Lors du mondial, il joue deux matchs : contre la Belgique et le Mexique.
Il participe également aux Jeux olympiques de 1984. Il joue 3 matchs lors du tournoi olympique.